# ...e alla fine arriva Polly
...e alla fine arriva Polly (Along Came Polly) è un film del 2004 diretto da John Hamburg.
La pellicola è una commedia romantica che ha per protagonisti Ben Stiller e Jennifer Aniston, affiancati da Philip Seymour Hoffman, Debra Messing, Hank Azaria e Alec Baldwin.

## Trama
Reuben Feffer è un tranquillo agente assicurativo, specializzato nel calcolare rischi. Metodico e preciso, Reuben nella sua vita ha sempre valutato scrupolosamente ogni sua mossa, compreso il matrimonio con Lisa Kramer, con la quale pensa di aver finalmente trovato la felicità. Ma quando la neo-moglie lo tradisce con un istruttore di sub francese, Claude, addirittura il primo giorno della loro luna di miele a St. Barth, tutto quello che aveva costruito negli anni crolla miseramente. Tornato subito a casa, distrutto e solo, Reuben incontra per caso Polly Prince, una vecchia compagna di scuola, una ragazza carina ma eternamente indecisa nella vita. I due, nonostante siano diversi come il giorno e la notte, iniziano a frequentarsi e a piacersi, e pur di stare con Polly, Reuben si spingerà a prendersi rischi un tempo impensabili per uno come lui.
Tutto sembra procedere per il meglio, ma una sera a casa di Reuben, quando quest'ultimo e Polly vi si dirigono dopo una serata di ballo, si ripresenta Lisa, pronta a tornare con Reuben e visibilmente mortificata per ciò che ha commesso. L'uomo non è subito convinto di tornare con la consorte, ma nonostante ciò rimane confuso, pertanto, sul suo computer, inserisce i dati di Lisa e di Polly nel Risk Master, il programma col quale valuta bene i rischi, e crea un sondaggio per capire chi sia la donna meno rischiosa: il risultato dà Polly. Quest'ultima scopre tutto per caso mentre lei e Reuben sono in barca a vela con Lealand Van Lew, un uomo che Reuben deve valutare per la sua azienda per fargli ottenere o meno l'assicurazione sulla vita, e così decide di troncare i rapporti, invitando Reuben a tornare da sua moglie per vivere felice con lei.
Una volta tornato in città, Reuben, seppur ancora affranto, invita Lisa ad andare a vedere lo spettacolo teatrale dove il suo più grande amico, Sanford Lyle, detto Sandy, si esibirà. Tuttavia Sandy scatena una mezza rissa col protagonista dello spettacolo, affermando a Reuben di non voler mettere a repentaglio la sua reputazione per un gruppo di dilettanti. Il padre di Reuben, presente anch'esso allo spettacolo insieme a sua moglie, pur essendo di poche parole, spiega a Sandy che nella vita non importa ciò che è accaduto o quello che deve accadere, ma ciò che accade nel presente, invitandolo ad affrontare la vita godendosi il tragitto, dicendo inoltre che a volte può capitare qualcosa anche migliore di ciò che si aveva già programmato.
Grazie alle parole del padre, Reuben capisce di amare Polly, pertanto scarica Lisa una volta per tutte e incarica Sandy di andare alla riunione per far ottenere l'assicurazione a Lealand al posto suo, mentre lui andrà a cercare Polly, avendo saputo dal suo maestro di salsa che stava per salire su un aereo. Mentre Sandy conclude con un grandissimo successo il lavoro di Reuben, quest'ultimo arriva da Polly, ma lei è già salita sul taxi diretto all'aeroporto. Quando tutto sembra perduto, ella torna indietro in quanto ha dimenticato il suo furetto domestico, Onofrio, trovandolo in braccio a Reuben. L'uomo così confessa a Polly che nonostante lei sia decisamente più rischiosa di Lisa, egli non vuole perderla in quanto si è ormai innamorato di lei. La donna, colpita, non parte più e si fidanza con Reuben. Tempo dopo, i due sono nella stessa spiaggia di St. Barth dove Reuben aveva fatto il viaggio di nozze e incontrano proprio l'istruttore Claude. Dopo avergli presentato Polly, Reuben lo ringrazia e i due si dirigono a fare un bagno, baciandosi.

## Produzione
Per il ruolo di Sandy Lyle, l'attore fallito, era stato inizialmente contattato Jack Black, ma la parte è poi andata a Philip Seymour Hoffman. La locandina dell'unico film interpretato da Sandy Lyle, Crocodile Tears, ricorda molto quella del film Breakfast Club. Nella pellicola viene citato il film Dirty Dancing - Balli proibiti.

## Accoglienza

### Critica
Il film non ha riscontrato il favore della critica a livello internazionale. Sul sito Rotten Tomatoes sulla base di 156 recensioni ce ne furono 40 positive e ben 116 negative.
In Italia Alessandra De Luca non elogia la pellicola, dicendo che "...i due protagonisti regalano qualche momento di divertimento, ma la sostanziale mancanza di ispirazione e l'accumulo di cliché, trasformano l'intreccio in un meccanismo superficiale e prevedibile, quanto la performance della Aniston."

### Incassi
Nonostante la critica sfavorevole, con un budget di 42 milioni di dollari il film incassò in tutto il mondo 171963386 $, divenendo un grandissimo successo al botteghino.

## Riconoscimenti
- 2004 - MTV Movie Awards
  - Nomination Miglior sequenza di ballo a Ben Stiller e Jennifer Aniston
- 2004 - Razzie Awards
  - Nomination Peggior attore protagonista a Ben Stiller
- 2004 - BMI Film & TV Award
  - Miglior colonna sonora a Theodore Shapiro
- 2004 - Casting Society of America
  - Nomination Miglior casting per un film commedia a Kathleen Chopin
- 2004 - Golden Trailer Awards
  - Nomination Miglior commedia
- 2004 - Teen Choice Awards
  - Nomination Miglior film sull'appuntamento
  - Nomination Miglior arrossamento a Ben Stiller
  - Nomination Miglior fischio a Ben Stiller
- 2005 - Taurus World Stunt Awards
  - Nomination Miglior Stunt Specialistico a Tim Rigby